# Фрідріх Рідзель
Фрідріх Адольф Рідзель, фрайгер цу Айзенбах (нім. Friedrich Adolf Riedesel, Freiherr zu Eisenbach; 3 червня 1738 — 6 січня 1800) — німецький військовик, брав участь у Семирічній війні та Війни за незалежність США на боці Великої Британії. 

## Життєпис
Фрідріх Адольф Рідзель народився 3 червня 1738 року місті Лаутербах, у родині гессенських баронів Ураделів та був другим сином Йоганна Вільгельма Рідезеля, Фрайгера цу Айзенбах та Софії фон Борке.
1753 року, у 15 років, почав вивчати право у Марбурзькому університеті. У віці 17 років вступив на військову службу Гессенського ландграфства.
У Північній Америці командував Брауншвейзькими егерями — одним з полків Брауншвейг-Вольфенбюттельське князівства, найнятих для служби в Америці. Командував усіма німецькими частинами під час Саратогської кампанії і був учасником битви під Саратогою, після якої опинився в полоні разом зі своєю дружиною, Фредерікою Рідзель. 
У 1787 році отримав звання генерал-лейтенанта, командував брауншвейзькими військами в південних провінціях Голландії.
Рідесель пішов у відставку в 1793 році, був призначений комендантом міста Брауншвейг.